# Lator-vízfő-barlangja
A Lator-vízfő-barlangja a Bükki Nemzeti Park területén található egyik barlang.

## Leírás
A sályi Latorpuszta mellett található. Két bejárata van. A régi, természetes bejárata vasráccsal, az új, mesterséges bejárata a felszínből kiemelkedő aknatetővel van lezárva. Egy hidrológiailag inaktív forrásbarlang. Három szakaszra különíthető, járatai szűkek. Triász mészkőben alakult ki. Alsó járatai a vízbázissal határosak, így nem kutathatók. Denevéreket és foltos szalamandrákat is megfigyeltek benne. A barlang a vízmű területén található és csak engedéllyel látogatható.
Előfordul irodalmában Lator I barlang (Gyarmati 1977), Lator I. barlang (Stengerné 2013), Lator I. sz. barlang (Gyarmati 1977), Lator-forrásbarlang (K. J. 1980), Latoruti-vizfő-barlang (Hazslinszky 1980), Latorúti-vízfő-barlangja (Stengerné 2013), Lator vizfő barlangja (Bertalan 1976), Lator-vizmü barlangja (Gyarmati 1977), Lator-vizmü-barlangja (Gyarmati 1977), Lator-vízmű-barlangja (Stengerné 2013), Lator-vízfői 1. sz. barlangja (Kordos 1984) és Vízfő-barlang (Stengerné 2013) (ez a név az Orfűi Vízfő-barlangnak is az egyik neve) neveken is.

## Kutatástörténet

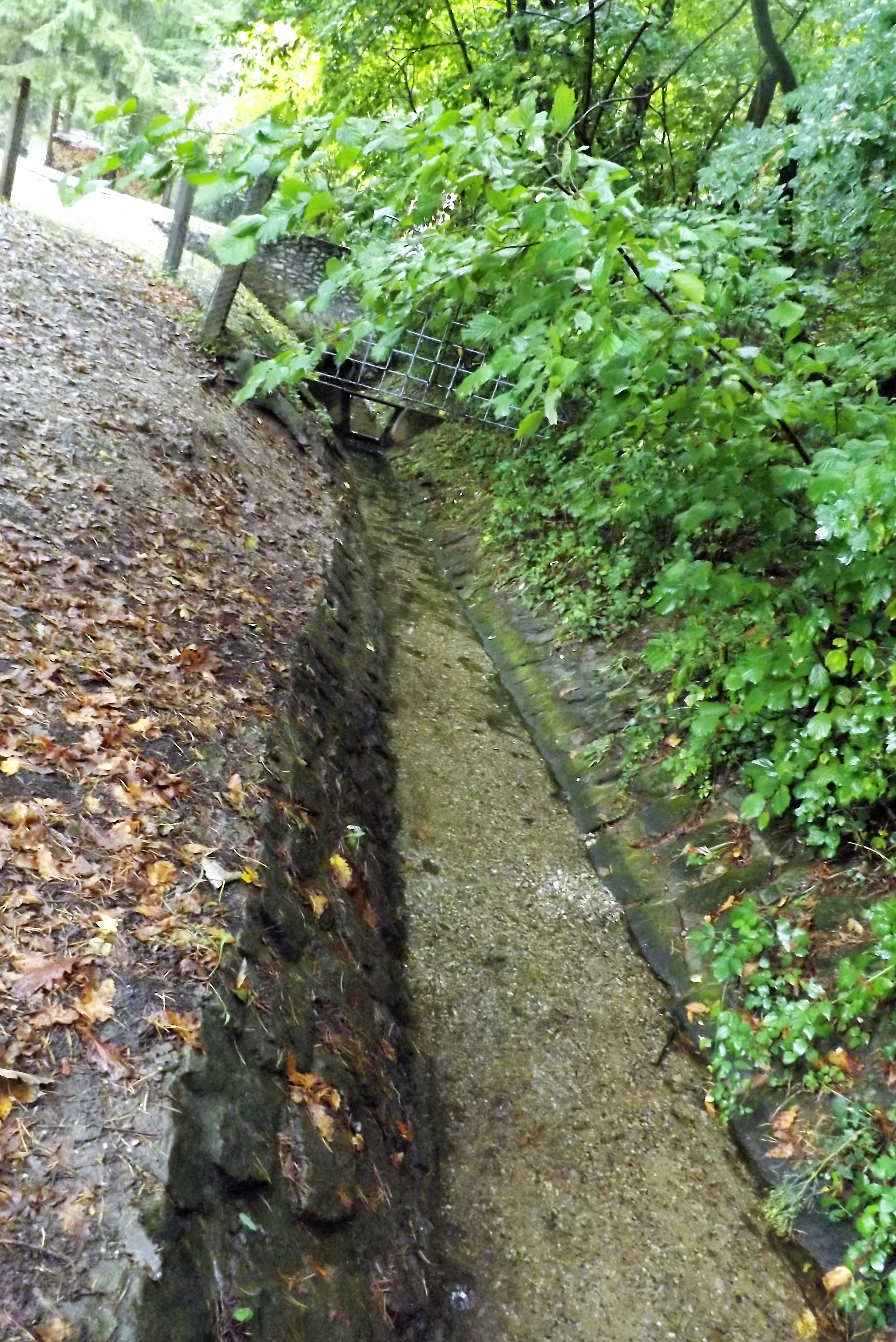
Sály, Latorfő, a patak forrása a vízmű területén található barlang mellett

Első részét 1961 nyarán tették járhatóvá a vámőrségi és ruhaipari barlangkutatók, akiket Szilvássy Gyula vezetett. Az 1961. július 1-től 1961. július 15-ig tartó táborozás során történt feltáráskor elérték a karsztvíz szintjét a Karszt- és Barlangkutatási Tájékoztatóban megjelent Szilvássy Gyula publikáció szerint.
1971-ben Ambrus Gábor azt írta, hogy a GANZ MÁVAG Természetbarát Szakosztály Szilvássy Andor Barlangkutató Csoportja a forráscsoport legnyugatibb tagja felett hat méterrel nyíló egyik barlangot 23,8 méter hosszan feltárta 1971-es nyári tábora alatt. Inaktív forrásbarlangnak van leírva, amely a bejárattól enyhén emelkedik végpontjáig és a végpont egy méterrel van magasabban, mint a tőle 18 méterre található bejárati nyílás. Karsztvíz jelenlétéről nem tesz említést a beszámoló.
Az 1976-ban befejezett Magyarország barlangleltára című kéziratban az olvasható, hogy a Lator vizfő barlangja a Bükk hegységben, Sályon helyezkedik el. A Lator-forrás felett 5 m-re van a bejárata. A barlang 23,8 m hosszú és 5 m mély. A kézirat barlangra vonatkozó része 1 publikáció alapján lett írva.
A kutatást 1977-ben a Lóczy Lajos Barlangkutató Csoport tagjai folytatták és alaprajz térképvázlatot készítettek. 1978-ban elkezdtek egy aknát mélyíteni a felszínről a végponti részre azért, hogy ez a területe a barlangnak gyorsabban bontható legyen és a nagy szén-dioxid tartalmú levegőben biztonságos és könnyebb legyen dolgozni. 1978. augusztus 15-én készült el alaprajzi barlangtérképe és keresztmetszetei, amelyeket Gyarmati Gábor rajzolt és amelyekhez ő mérte fel a barlangot.
1979-ben elkészült a kutatómunkát segítő második bejárata, amely egy mesterséges akna és alaprajz térképet, valamint hosszmetszet térképet készített a csoport. A Magyar Karszt- és Barlangkutató Társulat Dokumentációs Szakosztály munkájában a Lóczy Lajos Barlangkutató Csoport úgy vesz részt a társulat főtitkárának 1979-ről szóló beszámolója szerint, hogy a barlang régi és várható új járataiban fix pontokat helyez el és ezek alapján végleges, minden igényt kielégítő térképet készít.
1980-ban le lett zárva mindkét bejárata. A régi természetes bejáratát vasráccsal, az új mesterséges bejáratát felszínből kiemelkedő aknatetővel. Ebben az évben vizsgálták üledékeit és kitöltésében lófogat talált Kocsis János, amelyet Kordos László határozott meg. 1981-ben újabb alaprajz térkép, hossz-szelvény térkép és keresztmetszetek készültek. Az 1984-ben napvilágot látott Magyarország barlangjai című könyv országos barlanglistájában szerepel a Bükk hegységben lévő barlang Lator-vízfői 1. sz. barlangja néven. A listához kapcsolódóan látható az Aggteleki-karszt és a Bükk hegység barlangjainak földrajzi elhelyezkedését bemutató 1:500 000-es méretarányú térképen a barlang földrajzi elhelyezkedése.
2004-ben és 2005-ben a Plózer István Vízalatti Barlangkutató Szakosztály végzett feltáró munkát a barlangban. 2006 februárjában a szakosztály tagjai készítettek kiterített hossz-szelvényt ábrázoló térképvázlatot. 2006-ban a FÉSZEK Egyesület LATORVÁR Szakcsoport kutatta. A szakcsoport 2006. évi csoportjelentésében az addigi kutatások össze vannak foglalva. Néhány adatuk nem egyezik meg a már korábban publikált leírásokkal.